# Barrage hydroélectrique de Chixoy
Le barrage hydroélectrique de Chixoy (espagnol : Planta Hidroeléctrica Chixoy) est un barrage hydroélectrique et une centrale électrique, qui fonctionne grâce à la rivière Chixoy au Guatemala. C'est la plus grande structure du pays, elle a été construite entre 1976 et 1985, et elle génère 15 % de l'énergie du pays.